# Business-to-business
|  | No s'ha de confondre amb majorista. |

Business-to-business (B2B o BtoB, i que es pot traduir en català com comerç "d'empresa a empresa") és una situació on una empresa o negoci fa transaccions comercials amb altres empreses o negocis. Això típicament ocorre quan:
- Una empresa proveeix materials per al seu procés de producció a una altra (per exemple, un fabricant d'aliments que compra sal com a matèria primera).
- Una empresa necessita els serveis d'una altra per raons operatives (per exemple, un fabricant d'aliments que contracti una empresa de comptabilitat per auditar les seves finances).
- Una empresa revèn béns i serveis produïts per altres (per exemple, un minorista que compra el producte final al fabricant d'aliments).

El B2B sovint es defineix per contrast amb la venda al consumidor final (B2C). En el comerç B2B, sovint es dona el cas que les parts de la relació tenen un poder de negociació comparable i, fins i tot quan no és així, cada part acostuma a comptar amb personal professional i assessorament legal en la negociació de les condicions contractuals, mentre que el B2C es configura en un grau molt més extens i massiu amb les seves implicacions econòmiques d'informació asimètrica. No obstant això, dins d'un context B2B, les grans empreses poden tenir molts avantatges comercials, de recursos i d'informació respecte a les empreses més petites. El govern del Regne Unit, per exemple, va crear el càrrec de comissari de petites empreses en virtut de la Enterprise Act 2016 per "permetre a les pimes resoldre disputes" i "considerar les queixes dels proveïdors de petites i mitjanes empreses sobre condicions de pagament amb empreses més grans a qui subministren".
En molts casos, el volum global de transaccions B2B (empresa a empresa) és molt superior al volum de transaccions B2C. La raó principal d'això és que en una cadena de subministrament típica hi haurà moltes transaccions B2B que impliquin subcomponents o matèries primeres, i només una transacció B2C, concretament la venda del producte acabat al client final. Per exemple, un fabricant d'automòbils fa diverses transaccions B2B, com ara comprar pneumàtics, vidres per a finestres i mànegues de goma per als seus vehicles. La transacció final, un vehicle acabat venut al consumidor, és una transacció única (B2C).

## Avantatges i desavantatges dels models B2B
En relació en especial amb el B2C, els models orientats a fer negoci amb altres empreses presenten:
- Més estabilitat perquè els clients canvien menys d'una compra a una altra.
- Més relació d'igual a igual atès que es poden construir relacions a llarg termini.
- Més facilitat de planificar pressupostos, vendes i escenaris de futur.
- Més facilitat per a què es valorin altres aspectes a part del preu, com la qualitat, el servei, la fiabilitat, etc.
- Un cicle de vendes normalment més curt i menys complex.

Per contra, tenen els seus inconvenients com poden ser tenir una cartera potencial de clients menor, dependre en excés d'un o uns pocs clients o dificultats si cal comprar o vendre amb grans empreses si s'és una pime.

## Tipus de mercats B2B
L'era d'Internet i la globalització han transformat profundament els mercats B2B, proporcionant més possibilitats de col·laboració entre empreses i ampliant geogràficament les possibilitats de trobar noves oportunitats. En qualsevol cas podem establir essencialment dos tipus de mercats B2B:
- Mercats B2B horitzontals: són entorns en els quals les empreses d'un mateix sector poden trobar diferents serveis comuns, com per exemple proveïdors de manteniment, reparacions, operacions, logística, serveis financers, publicitat i altres subministraments indirectes no vinculats amb els processos productius.
- Mercats B2B verticals: són mercats que se centren en sectors econòmics més concrets, on unes empreses poden ser proveïdores d'altres (se situarien en el que se'n diu 'corrent cap amunt') o unes altres clientes ('corrent cap avall'). Permeten per exemple l'adquisició (o la venda) de components específics dels processos de producció i la venda (o adquisició) de productes acabats que entren a formar part de la cadena de proveïment d'altres empreses del sector.

## Actors i formats de difusió dels mercats B2B
Si bé més recentment Internet ha facilitat la creació de portals web B2B de tota mena, conceptualment es basen en fórmules de difusió i articulació conegudes com poden ser les fires de mostres o comercials, que acostumen a ser punt de trobada entre professionals del sector, malgrat que algunes d'elles poden tenir dies d'obertura al públic final. D'altra banda, els clústers industrials són entorns geogràficament propers on es poden trobar recursos humans, tecnològics o financers especialitzats. Per exemple, la Generalitat de Catalunya, a través d'ACCIÓ (Agència per la Competitivitat de l'Empresa), promou una trentena de clústers que faciliten la concentració de coneixement i les polítiques de promoció. Els dos anteriors són exemples de desenvolupament de mercats B2B verticals. En canvi per exemple, en tercer lloc també trobem actors la finalitat dels quals és promoure entre el teixit productiu en general determinats serveis que fomentin la competitivitat i la innovació com són les Cambres de Comerç o les entitats patronals, així com entitats sectorials o transversals com per exemple les que fomenten aspectes concrets com ara la sostenibilitat i la responsabilitat social, és el cas del Marketplace de Respon.cat.